# Billaea plaumanni
Billaea plaumanni là một loài ruồi trong họ Tachinidae.